# Artère tympanique postérieure
Pour les articles homonymes, voir Artère tympanique.
L’artère tympanique postérieure est une petite artère systémique paire de la tête. Elle vascularise la cavité tympanique.

## Origine
L'artère tympanique postérieure est une branche de l’artère stylo-mastoïdienne.

## Trajet
L’artère tympanique postérieure pénètre la cavité tympanique en passant par le canalicule tympanique.
Durant son trajet dans le canalicule, elle donne plusieurs rameaux mastoïdiens qui vascularisent les cellules mastoïdiennes.
Dans sa partie terminale nait le rameau stapédien de l’artère tympanique postérieure.